# Kloster Fischingen

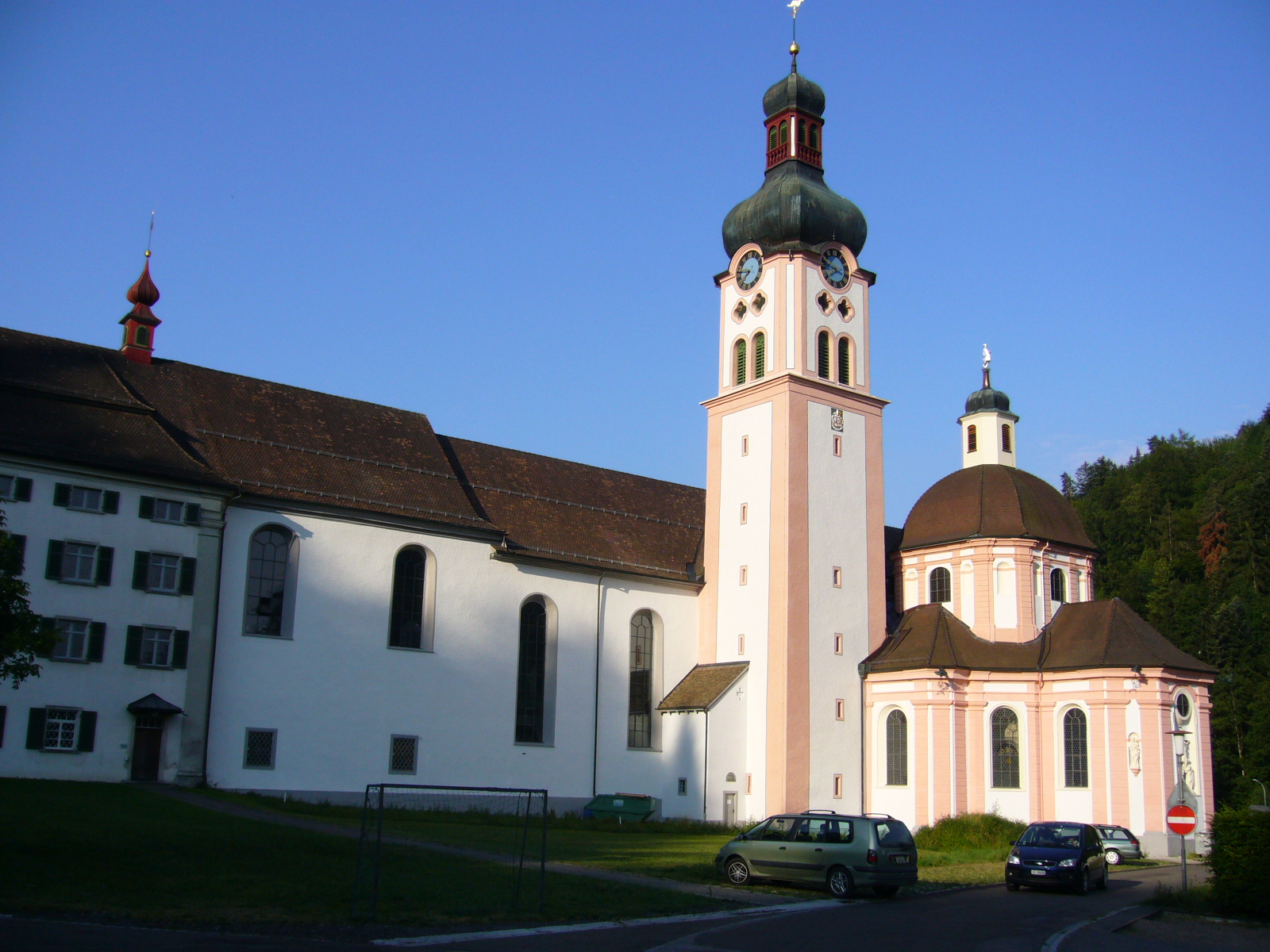
Kloster Fischingen, 2006.

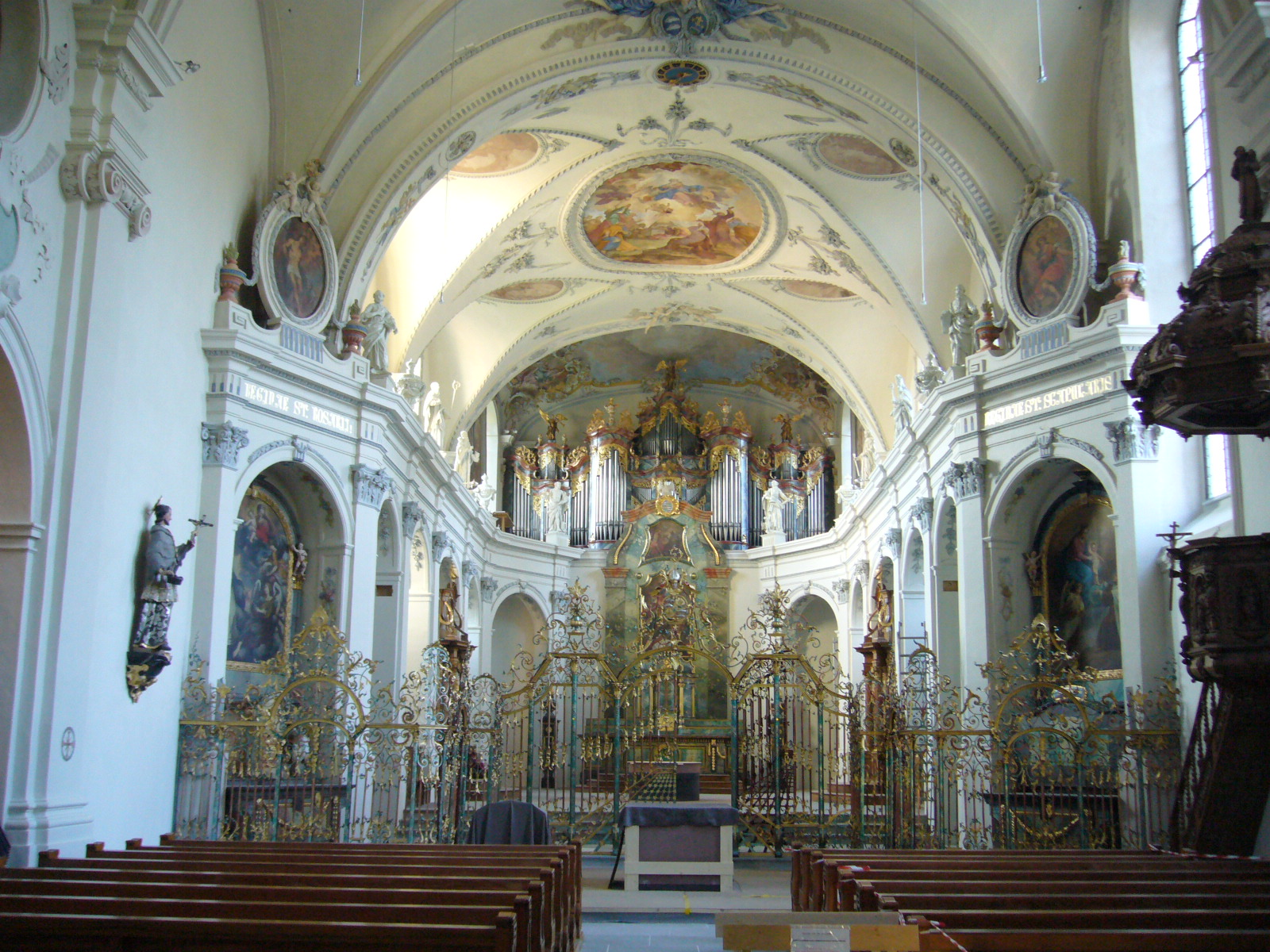
Inneres der Klosterkirche, 2006.

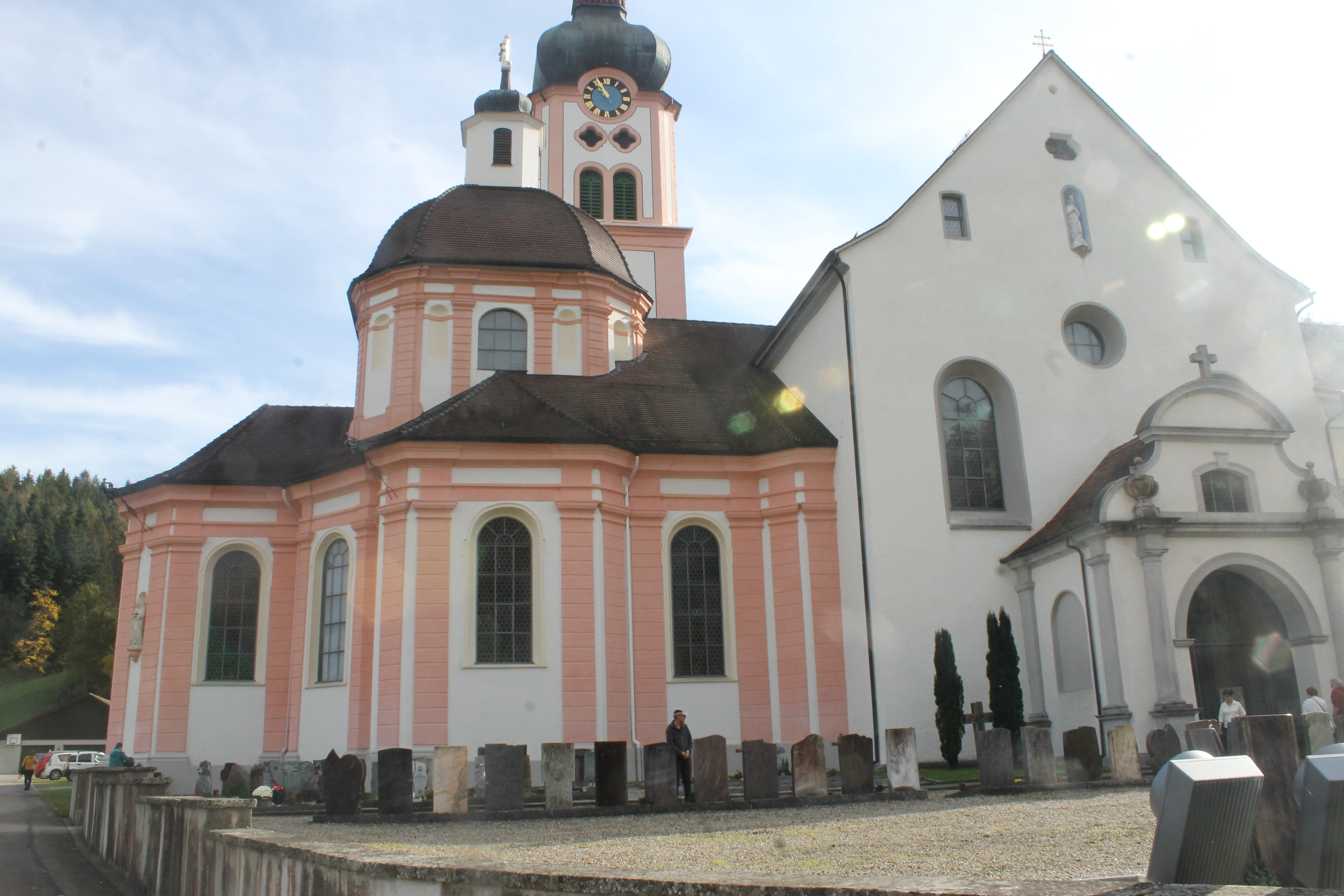
Die 1705 an die Klosterkirche angebaute Kapelle der Heiligen Idda von Toggenburg, 2019.

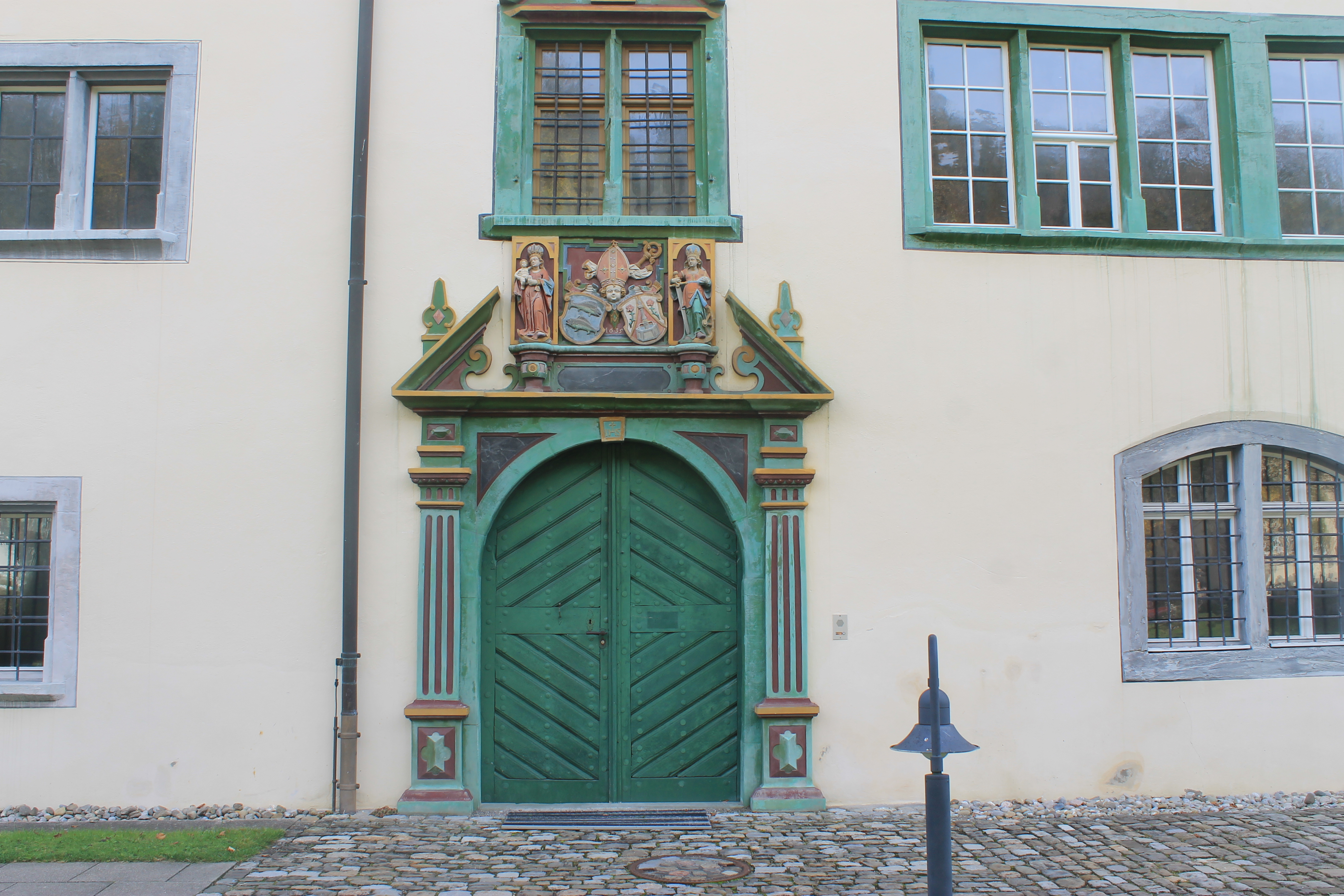
Eingang zum Kloster Fischingen mit Wappen, 2019.

Das Benediktinerkloster Fischingen (Abtei Unserer Lieben Frau bei der heiligen Idda) wurde 1138 vom Konstanzer Bischof Ulrich II. als bischöfliches Eigenkloster gegründet. Es liegt am Oberlauf der Murg im Kanton Thurgau in der Gemeinde Fischingen in der Schweiz. Das Kloster sollte Pilgern auf dem Weg von Konstanz nach Einsiedeln Obdach und Zuflucht bieten. Im Kloster Fischingen leben zehn Benediktiner (Stand 2025).

## Geschichte
Gegründet wurde das Kloster 1138 durch den Konstanzer Bischof Ulrich II. und wurde durch Mönche des Konstanzer Klosters Petershausen besiedelt. Von Beginn an war Fischingen als Doppelkloster geplant, also ein Kloster für Mönche und Nonnen. Der Einsiedler Gebino wurde im Jahre 1138 zum ersten Abt von Fischingen geweiht. In einer Bauzeit von nur sechs Jahren liess er einen Glockenturm, je ein Haus für Mönche und Schwestern sowie eine Herberge errichten. Zur Zeit der Hochblüte um 1210 zählte die Abtei gegen 150 Mönche und 120 Nonnen. Die Vogtei über das Kloster übten die Grafen von Toggenburg aus. Die heilige Idda von Toggenburg, die um 1200 in einer Klause beim Kloster lebte, liegt in einer Kapelle neben der Klosterkirche begraben. Während der Reformation erlosch das Kloster während mehrerer Jahre, da der Abt und die noch verbliebenen vier Mönche 1526 zum reformierten Glauben übertraten. 1526 heiratete der aus Zürich stammende Abt Heinrich Stoll öffentlich in der Klosterkirche. Auch die anderen Brüder heirateten, blieben aber mit ihm weiterhin im Kloster wohnen und betätigten sich seelsorgerisch. Die Benediktinerabtei wurde jedoch auf Initiative der katholischen Orte der Eidgenossenschaft wieder errichtet. Abt Heinrich Stoll wurde von der Schweizer Tagsatzung 1532 abgesetzt und musste das Kloster verlassen (Seit 1460 gehörte das Kloster zur gemeinen Herrschaft Thurgau in der Schweizerischen Eidgenossenschaft). Die Verwaltung übernahm kommissarisch einer der Mönche, Andreas Egli. Ihm standen zwei entsandte Priester zur Seite. Am 22. Juli 1540 wurde von den sieben Orten katholischen Glaubens der Tagsatzung Markus Schenkli als neuer Abt des Klosters eingesetzt.
Im 17. und 18. Jahrhundert wurde die Klosteranlage im Barock- und Rokokostil umgebaut. Von 1685 bis 1687 wurde eine neue Abteikirche errichtet, 1705 eine der heiligen Idda geweihte Kapelle. Von 1753 bis 1761 wurde ein Teil der Konventgebäude nach Plänen von Johann Michael Beer von Bildstein neu errichtet.
Auftraggeber war Abt Nikolaus Degen aus dem Schwyzer Lachen. Dabei kam es immer wieder zu Streitigkeiten und Spannungen zwischen dem Architekten und dem Abt, die sogar vor der Tagsatzung in Frauenfeld behandelt wurden. Der Abt kritisierte die mangelhafte Bauausführung, der Architekt die Bauunterbrechungen aufgrund finanzieller Probleme. Der Architekt wollte weiterbauen und drohte mit einer Entschädigungsklage. Die Streitigkeiten zogen sich bis 1775 hin. Auf der Tagsatzung in Frauenfeld kam es dann 1775 zu einem Vergleich zwischen Abt und Architekt. Michael Beer verzichtete gegen eine Abfindung auf eine Fertigstellung des Bauwerks und weitere Forderungen. Zudem war er mit dem Ausbau der St. Galler Stiftskirche beschäftigt. Der geplante Westflügel wurde nie begonnen. 1776 resignierte der Abt und zog sich auf das Schloss Lommis zurück, wo er 1778 verstarb. Am 4. November 1761 bezogen die Mönche ihre neu errichteten Unterkünfte.
Wegen der hohen Schulden, die aus diesen Um- und Neubauten erwuchsen, konnte der Umbau jedoch nicht vollständig abgeschlossen werden. Für die 1761 entstandenen Decken- und Wandfresken (signiert) im Psallierchor wurde der damals schon berühmte Johann Jakob Zeiller aus Reutte/Tirol herangezogen. Das erst um 1785/90 gemalte Chordeckenfresko (fälschlich J. A. Messmer zugeschrieben) mit den vier Medaillonbildern in den Stichkappen fertigte der zu dieser Zeit vielfach in der Schweiz beschäftigte Joseph Keller aus Pfronten/Allgäu.
In der Zeit des Barock wurde das Kloster von Priestermönchen dominiert. Zwischen 1650 und 1780 lebten insgesamt 134 Mönche im Kloster. Davon waren 97 Patres. Eine Anzahl von 35 Mönchen wurde im gesamten Zeitraum nie erreicht. 1725 lebten 34 Mönche im Kloster. Die Anzahl der Mönche ohne Priesterweihe war immer sehr klein. 1750 waren es zum Beispiel nur 4. Die meisten Mönche stammten aus der Alten Eidgenossenschaft. Nur 17 Mönche waren keine Schweizer. Die meisten Mönche kamen aus dem Gebiet der Fürstabtei St. Gallen, der gemeinen Herrschaft Thurgau und aus der katholischen Innerschweiz (Uri, Schwyz, Luzern und Zug). Die Ausländer kamen aus Österreich und Deutschland. Seit Abt Mathias Stähelin (1604–1616) wurde im Kloster eine kleine Schule betrieben. Sie diente primär der Nachwuchsgewinnung. Nachdem 1836 ein Klostergesetz die Neuaufnahme von Novizen ins Kloster verbot, musste die Schule 1839 geschlossen werden. Der letzte Abt des Klosters Franziskus Fröhlicher (1836–1848) versuchte die Schule zu retten, indem er sie in ein öffentliches Gymnasium umwandelte, das allen interessierten Jugendlichen, besonders aus dem Thurgau, offenstand. Der Lehrplan wurde komplett umgestaltet. Das neue Gymnasium erhielt von der Bevölkerung und dem Thurgauer Erziehungsrat viel Zuspruch und Anerkennung.
Das Kloster Fischingen wurde nach dem Tod des letzten Benediktiner-Abtes Franziskus Fröhlicher am 27. Juni 1848 vom thurgauischen Grossen Rat aufgehoben und ging an den Kanton Thurgau über. Die mittelalterlichen Bibliotheksbestände wurden von der Kantonsbibliothek Thurgau übernommen. Die Gebäude des Klosters wurden 1852 an den Winterthurer Textilfabrikanten Friedrich Imhoof verkauft. Er liess Baumwollstoffe und Schuhschäfte in den Klostergebäuden herstellen. 1875 kaufte der Thurgauer Regierungsrat August Wild die Klosteranlage und betrieb darin eine Internationale Handelsschule. Doch die Schule war wenig erfolgreich. 1879 erwarb der katholische Männerverein St. Iddazell unter seinem Vorsitzenden Jakob Bonifaz Klaus (1879–1892) das Kloster und eröffnete darin die katholische Waisenanstalt St. Iddazell, die später als Erziehungsanstalt und Kinderheim geführt wurde. 1976 erfolgte die Umwandlung in ein Sonderschulheim. Der Verein hatte grosse Pläne. So sollte der Westtrakt, geplant von Abt Nikolaus Degen, doch noch errichtet werden. Aber es fehlten die finanziellen Mittel zum Ausbau. Unter Josef Schmid (1893–1919) wurden die ersten Sanitäranlagen und elektrischer Strom im Kloster installiert. Unter Albin Frei (1933–1943) wurde eine Zentralheizung in den Gebäuden installiert. Seit 1943 lebten wieder Benediktiner-Patres in Fischingen unter der Obhut des Vereins St. Iddazell. Die beiden Priester kamen aus der Benediktinerabtei Engelberg und wurden mit der Leitung des Kinderheimes betraut.
Nach der Aufhebung des so genannten Ausnahmeartikels in der schweizerischen Bundesverfassung im Jahr 1973, der die Errichtung neuer und die Wiederherstellung aufgehobener Klöster verbot, wurde 1977 das Kloster Fischingen als Benediktiner-Priorat in den alten Gebäuden wieder errichtet. Als erster Prior wurde Florin Cavelti ernannt. Ihm folgte als Prior der Pater Leo Müller aus der Benediktinerabtei Disentis. Nach seiner Amtseinsetzung begann der Verein St. Iddazell als Eigentümer der Gebäude 1997/1998 mit umfangreichen Renovierungsmassnahmen.
Neben der Sonderschule betreibt der Verein St. Iddazell heute ein Seminarhotel mit 29 Doppelzimmern und zwei Mehrbettenräume mit 12 und 20 Betten in den Gemäuern. Das Kloster betreibt auch eine Pilgerherberge für den Schweizer Jakobsweg. Auch betreibt der Verein eine Klosterbrauerei und stellt Bier unter der Marke «Pilgrim» her.
Des Weiteren gehört eine Schreinerei / Zimmerei zum Kloster.

## Orgeln
Die Klosterkirche verfügt über insgesamt vier Orgeln:

### Metzler-Orgel (Psallierchor)
Historisches Gehäuse von 1763, technischer Neubau von Metzler Orgelbau von 1957 unter Verwendung von historischem, aber stark verändertem Registerbestand von Johann Georg Aichgasser, der Beibehaltung der 1914 erweiterten Klaviaturumfänge und beseitigten kurzen Oktave in allen Teilwerken sowie dem Bau einer elektropneumatischen Registertraktur mit freien und festen Kombinationen. 2014 erfolgte zum ersten Mal nach 57 Jahren eine Generalsanierung und Reinigung des Instrumentes durch Johannes Röhrig und Robert Balogh (Metzler Orgelbau). Die aktuelle Disposition:
Herkunft und Bestand der Register:

(Ab) = Abbrederis 1690

(Ag) = Aichgasser 1763

(B) = Bommer 1741

(Ma) = Mayer 1914

(M) = Metzler 1957
| I Hauptwerk C–g3 |                     |
| Principal        | 8′ (B/M)            |
| Coppel           | 8′ (Ab/M)           |
| Viola da Gamba   | 8′ (M)              |
| Piffaro II       | 8′ (Ag/M)           |
| Octav            | 4′ (B/M)            |
| Flöte            | 4′ (Ag/M)           |
| Quint            | 2 ⁄3′ (B/M)         |
| Hörnle II        | 2 ⁄3′+1 3⁄5′ (Ag/M) |
| Super-Octav      | 2′ (Ag/M)           |
| Cornet V         | 8′ (B/M)            |
| Mixtur III       | 1′ (Ag/M)           |
| Cymbel III       | 1⁄2′ (Ag/M)         |
| Trompete         | 8′ (M)              |

| II Oberwerk C–g3 |            |
| Coppel           | 8′ (Ag)    |
| Salicional       | 8′ (M)     |
| Principal        | 4′ (Ag)    |
| Rohrflöte        | 4′ (M)     |
| Dulcian          | 4′ (M)     |
| Quinte           | 2 ⁄3′ (Ag) |
| Octav            | 2' (B)     |
| Flageolet        | 2′ (Ag)    |
| Mixtur III       | 1′ (Ag)    |
| Vox humana       | 8′ (Ag)    |
| Tremulant (M)    |            |

| Pedal C–d1     |            |
| Offenbass      | 16′ (Ag)   |
| Subbass        | 16′ (Ma/M) |
| Praestant      | 8′ (Ag/M)  |
| Gambabass      | 8′ (Ag/M)  |
| Quintbass      | 5 1⁄3′ (M) |
| Octave         | 4′ (Ag)    |
| Cornettbass IV | 2 ⁄3′ (Ag) |
| Superoktav     | 2′ (M)     |
| Posaune        | 16' (M)    |
| Trompete       | 8′ (M)     |

- Koppeln: II/I, I/P, II/P.
- 2 freie Kombinationen. Feste Kombinationen: MF, F, Tutti. Zungen ab, Mixturen ab.
- Mechanische Spieltraktur, elektropneumatische Registertraktur.

Die wahrscheinliche Disposition der Aichgasser-Orgel (1763):
| I Hauptwerk CDEFGA–c3 |        |
| Principal             | 8′     |
| Coppel                | 8′     |
| Salicional            | 8′     |
| Gamba                 | 8′     |
| Bassettli (zwei Züge) | 8′     |
| Bourdon               | 8′     |
| Biffaro II            | 8′     |
| Principaloctav        | 4′     |
| Flöte                 | 4′     |
| Quint                 | 2 ⁄3′  |
| Superoctav            | 2′     |
| Mixtur IV             | 2′     |
| Cimbal III            | 1′     |
| Hörnli II             | 1 3⁄5′ |
| Cornet V              | 4′     |

| II Oberwerk CDEFGA–c3 |       |
| Coppel                | 8′    |
| Principal             | 4′    |
| Flöte                 | 4′    |
| Quintflöte            | 2 ⁄3′ |
| Octav                 | 2'    |
| Flageolet             | 2′    |
| Mixtur III            | 1 ⁄2′ |
| Vox humana            | 8′    |

| Pedal CDEFGA–bo |        |
| Bourdon offen   | 16′    |
| Subbass         | 16′    |
| Octavbass       | 8′     |
| Gambabass       | 8′     |
| Quintbass       | 5 1⁄3′ |
| Octav           | 4′     |
| Mixturbass III  | 2′     |
| Superoktav      | 2′     |
| Trompete        | 8'     |
| Fagott          | 8′     |

### Metzler-Orgel (Iddakapelle)
Auf dem Lettner der Iddakapelle befindet sich eine ebenfalls von Metzler 1967 erbaute Orgel mit 10 Registern auf einem Manual und Pedal, im erhaltenen Gehäuse der früheren Bommer-Orgel von 1751. Die klangliche Konzeption der Metzler-Orgel orientiert sich an einem Vorgängerinstrument in der Iddakapelle von Johann Abbrederis aus dem Jahre 1705 (Stimmung: Neidhardt kleine Stadt 1732). Die Disposition:
| Manual C–d3    |              |
| Prinzipal      | 8′           |
| Gedeckt        | 8′           |
| Octave         | 4′           |
| Rohrflöte      | 4′           |
| Sesquialter II | 2 ⁄3′+1 3⁄5′ |
| Octav          | 2′           |
| Quinte         | 1 ⁄3′        |
| Mixtur III     | 1′           |

| Pedal C-d1  |     |
| Subbass     | 16′ |
| Trompete    | 8′  |
| Pedalkoppel |     |

### Bommer-Positiv (Chorraum)
Im Chorraum der Klosterkirche steht ein Positiv von Johann Jacob Bommer, Weingarten TG mit fünf Registern aus dem Jahre 1727. Es wurde 1957 von Manfred Mathis und 1996 durch Metzler restauriert (Stimmung: Neidhardt für das Dorf 1732). Die Disposition:
| Manual CDEFGA–c3 |       |
| Copel            | 8′    |
| Gedacktflöte     | 4′    |
| Principal        | 2′    |
| Quinte           | 1 ⁄2′ |
| Octave           | 1′    |

### Van Vulpen-Orgel (Westempore)
2019 wurde eine Orgel des niederländischen Orgelbauers Gebr. Van Vulpen, Utrecht auf der Westempore aufgestellt. Sie war 1954 als private Hausorgel erbaut und zu einem späteren Zeitpunkt von Flentrop erweitert worden und hat heute neun Register auf einem Manual und Pedal (Stimmung: Neidhardt für das Dorf 1732). Die Disposition:
| Manual C–d3    |                  |
| Holpijp        | 8′ (B/D)         |
| Roerfluit      | 4′ (B/D)         |
| Sesquialter II | 2 ⁄3′+1 3⁄5′ (D) |
| Prinzipal      | 2′(B/D)          |
| Sifflet        | 1′               |
| Regaal         | 8′(B/D)          |

| Pedal C-d1  |    |
| Cedergedekt | 8′ |
| Houtfluit   | 4′ |
| Vox humana  | 8′ |

## Äbte
In Fischingen wirkten folgende Äbte
- Waltram (1138–46)
- Heinrich Schüchti (1466–1510)
- Heinrich Stoll (1526–1532)
- Markus Schenkli (1540)
- Christoph Brunner (1574–94)
- Benedikt Rennhas (1598–1604)[33]
- Mathias Stehelin [Stähelin] (1604–1616)[33]
- Placidus Brunschwiler (1616–1672)
- Joachim Seiler [von Saylern] (1672–1688)
- Franz Troger (1688–1728)
- Johann Baptist Schwager (1728–1735)
- Plazidus Vogt (1735–1747)
- Nikolaus Degen (1747–1776)
- Augustin Bloch (1776–1815)
- Sebastian Meienberg (1815–1836)
- Franz Fröhlicher (1836–1848), der letzte Abt von Fischingen
- seit 1977 von Prioren geleitet

## Missbrauchsfälle im Kinderheim St. Iddazell
Die Aufdeckung von Missbrauchsfällen in kirchlichen Schulen und Heimen betrifft auch das Kinderheim St. Iddazell. Zeugen berichten von Gewaltexzessen, Waterboarding und sexuellen Übergriffen in den 1950er-Jahren bis in die 1970er-Jahre, während diese Vorkommnisse von ehemaligen Lehrern und Schülern teilweise bestritten werden. Der darauf von der BLG Beratungsstelle für Landesgeschichte erarbeitete und 2014 publizierte Bericht bestätigte die erhobenen Vorwürfe und spricht in klaren Worten von psychischen und physischen Misshandlungen, sexuellen Übergriffen und dem Versagen Verantwortlicher.